# World Games 2025/Lacrosse
Bei den World Games 2025 in Chengdu wurde vom 7. bis 11. August ein Frauenturnier im Lacrosse ausgetragen. Gespielt wurde im Sixes-Format.

## Bilanz

### Medaillenspiegel
| Platz  | Land               | Gold | Silber | Bronze | Gesamt |
| ------ | ------------------ | ---- | ------ | ------ | ------ |
| 1      | Vereinigte Staaten | 1    | –      | –      | 1      |
| 2      | Kanada             | –    | 1      | –      | 1      |
| 3      | Australien         | –    | –      | –      | 1      |
| Gesamt | Gesamt             | 1    | 1      | 1      | 3      |

### Medaillengewinner
| Disziplin | Gold | Silber | Bronze |
| --------- | --- | --- | --- |
| Frauen    | Vereinigte StaatenChloe Humphrey Sam Apuzzo Marie McCool Cassidy Weeks Charlotte North Ally Mastroianni Kenzie Kent Izzy Scane Ally Kennedy Taylor Moreno Shea Dolce Ellie Masera | KanadaLauren Black Aurora Cordingley Brooklyn Walker-Welch Kylea Dobson Erica Evans Annabel Child Bianca Chevarie Lauren Spence Maddy Baxter Dylana Williams Nicole Perroni Jordan Dean | AustralienStephanie Kelly Rebecca Lane Abby Thorne Hannah Nielsen Addie Cunningham Olivia Parker Theo Kwas Ocea Leavy Ashtyn Hiron Georgia Latch Mim Suares-Jury Bonnie Yu |

## Spielplan

### Vorrunde

#### Gruppe A
| Pl. | Nation         | Sp. | S | N | Tore  | Diff. | Pkt. |
| --- | -------------- | --- | - | - | ----- | ----- | ---- |
| 1   | Kanada         | 3   | 3 | 0 | 59:15 | +44   | 3    |
| 2   | Japan          | 3   | 2 | 1 | 38:33 | +5    | 2    |
| 3   | Großbritannien | 3   | 1 | 2 | 44:31 | +13   | 1    |
| 4   | China          | 3   | 0 | 3 | 5:67  | –62   | 0    |

| Datum     | Zeit  | Begegnung      | Begegnung | Begegnung      | Ergebnis |
| 7. August | 10:30 | Kanada         | –         | Japan          | 20:5     |
| 7. August | 14:30 | China          | –         | Großbritannien | 2:24     |
| 8. August | 09:00 | Großbritannien | –         | Kanada         | 10:14    |
| 8. August | 14.30 | Japan          | –         | China          | 18:3     |
| 9. August | 10:30 | Kanada         | –         | China          | 25:0     |
| 9. August | 14:30 | Großbritannien | –         | Japan          | 10:15    |

#### Gruppe B
| Pl. | Nation             | Sp. | S | N | Tore  | Diff. | Pkt. |
| --- | ------------------ | --- | - | - | ----- | ----- | ---- |
| 1   | Vereinigte Staaten | 3   | 3 | 0 | 89:32 | +57   | 3    |
| 2   | Australien         | 3   | 2 | 1 | 54:42 | +12   | 2    |
| 3   | Tschechien         | 3   | 1 | 2 | 34:65 | –31   | 1    |
| 4   | Irland             | 3   | 0 | 3 | 28:66 | –38   | 0    |

| Datum     | Zeit  | Begegnung          | Begegnung | Begegnung          | Ergebnis |
| 7. August | 09:00 | Vereinigte Staaten | –         | Irland             | 32:11    |
| 7. August | 13:00 | Tschechien         | –         | Australien         | 10:23    |
| 8. August | 10:30 | Australien         | –         | Vereinigte Staaten | 13:25    |
| 8. August | 13:00 | Irland             | –         | Tschechien         | 10:16    |
| 9. August | 09:00 | Vereinigte Staaten | –         | Tschechien         | 32:8     |
| 9. August | 13:00 | Australien         | –         | Irland             | 18:7     |

### Finalrunde
| Halbfinale                 | Halbfinale                 | Halbfinale                 |                            |                            | Finale                     | Finale           | Finale           |
|                            |                            |                            |                            |                            |                            |                  |                  |
| A1                         | Kanada                     | 21                         |                            |                            |                            |                  |                  |
| B2                         | Australien                 | 4                          |                            |                            | Endspiel                   | Endspiel         | Endspiel         |
| 10. August 2025, 14:30 Uhr | 10. August 2025, 14:30 Uhr | 10. August 2025, 14:30 Uhr | A1                         | Kanada                     | 8                          |                  |                  |
|                            |                            |                            |                            | B1                         | Vereinigte Staaten         | 16               |                  |
| B1                         | Vereinigte Staaten         | 24                         | 11. August 2025, 11:30 Uhr | 11. August 2025, 11:30 Uhr | 11. August 2025, 11:30 Uhr |                  |                  |
| A2                         | Japan                      | 10                         |                            |                            |                            |                  |                  |
| 10. August 2025, 13:00 Uhr | 10. August 2025, 13:00 Uhr | 10. August 2025, 13:00 Uhr |                            |                            | Spiel um Platz 3           | Spiel um Platz 3 | Spiel um Platz 3 |
|                            |                            |                            |                            |                            | B2                         | Australien       | 13               |
| A2                         | Japan                      | 12                         |                            |                            |                            |                  |                  |
| 11. August 2025, 10:00 Uhr |                            |                            |                            |                            |                            |                  |                  |
| Spiel um Platz 5           |                            |                            |                            |                            |                            |                  |                  |
| A3                         | Großbritannien             | 20                         |                            |                            |                            |                  |                  |
| B3                         | Tschechien                 | 11                         |                            |                            |                            |                  |                  |
| 10. August 2025, 10:30 Uhr |                            |                            |                            |                            |                            |                  |                  |
| Spiel um Platz 7           |                            |                            |                            |                            |                            |                  |                  |
| B4                         | Irland                     | 19                         |                            |                            |                            |                  |                  |
| A4                         | China                      | 5                          |                            |                            |                            |                  |                  |
| 10. August 2025, 9:00 Uhr  |                            |                            |                            |                            |                            |                  |                  |

## Abschlussplatzierungen
| Rang | Nation             |
| ---- | ------------------ |
| 1    | Vereinigte Staaten |
| 2    | Kanada             |
| 3    | Australien         |
| 4    | Japan              |
| 5    | Großbritannien     |
| 6    | Tschechien         |
| 7    | Irland             |
| 8    | China              |